# Оптрон (компания)
Акционерное общество «ОПТРОН» — московский завод по выпуску элементов и приборов микроэлектроники. Основан в 1956 году, является одним из первых отечественных предприятий по производству полупроводниковых приборов и микросхем.
С 1998 года входит в состав холдинговой компании «Росэлектроника» Государственной корпорации Ростех. Занимает лидирующее положение в России и СНГ по большинству направлений производимых полупроводниковых приборов.
Из-за вторжения России на Украину предприятие находится под санкциями всех стран Евросоюза, США, Японии и некоторых других стран.

## История
Предприятие является правопреемником радиозавода им. Красина, созданного в 1928 году по решению Верховного Совета РСФСР для выпуска радиоприемников. Завод прошел несколько этапов реорганизации, смены профиля и подчиненности. В годы Великой Отечественной войны завод выпускал военную продукцию (боеприпасы и др.) для нужд советской армии. В 1949 году радиозавод им. Красина был переименован в завод № 311, в этом же году возобновлен выпуск гражданской продукции и радиоприемников. В 1951 году на базе заводов № 311 и № 732 был создан НИИ 311 (ныне – ОАО "НПП "Сапфир") с опытным заводом № 311 и ОКБ по разработке и производству электровакуумных приборов. В 1956 году опытный завод был реорганизован в завод № 311 по производству деталей и узлов электровакуумных приборов. В этом же году было определено новое направление деятельности завода № 311 - производство полупроводниковых приборов.
В последующие годы завод № 311 преобразовывался и переименовывался в завод при НИИ полупроводникового приборостроения, завод при НИИ «Сапфир», Государственный завод «Оптрон», АООТ «Оптрон» (1994г.), ОАО "Оптрон". Основные области применения производимой продукции - спецтехника и народное хозяйство (системы радиолокации и связи, системы управления бортовой, космической и наземной аппаратурой, системы индикации и отображения информации).
С 2000 года предприятие включено в реестр рекомендуемых поставщиков Москвы. Занимается обследованием и переоборудованием объектов социальной сферы и ЖКХ.
В 2012 году ОАО «Оптрон» вошел в научно-производственный кластер «Пульсар», создаваемый холдингом «Росэлектроника» для объединения ведущих предприятий холдинга.

## Продукция
Предприятие производит выпрямительные диоды, полупроводниковые приборы некогерентной оптоэлектроники, ВЧ и СВЧ диоды, стабилитроны, автосветотехнические изделия.
Для нужд Москвы используются разработанные в "Оптроне" дорожные знаки и знаки пожарной безопасности на светоизлучающих диодах, энергосберегающие преобразователи частоты, станции автоматического управления насосными агрегатами, технологии промывки, очистки и пассивации трубопроводов систем теплоснабжения и другие разработки.
В частности, заводом выпускается знак "направление объезда" (светящаяся стрелка). На предприятии также разрабатывали и выпускали управляемые дорожные знаки ограничения скорости, установленные на полосах движения МКАД.
Также на предприятии выпускаются:
- Различные типы диодов: выпрямительные общего назначения, суперъяркие, СВЧ, регулируемые ВЧ, коммутационные и пр.;
- Стабилитроны;
- Полупроводниковые индикаторы, включая многоразрядные;
- Экранные модули, табло, информационные экраны (в т.ч. "бегущая строка");
- Диодные и транзисторные оптопары;
- Дорожные знаки и знаки пожарной безопасности, маршрутные указатели с светодиодами;
- Энергосберегающее оборудование.

## Руководство
Генеральный директор – Еськин Андрей Владимирович.